# ZX Microdrive
ZX Microdrive bio je uređaj za vanjsku pohranu podataka u obliku vrpce. Korišten je na računalima ZX Spectrum i Sinclair QL. U kućištu dimenzija 44×34×8 mm je bila beskonačna vrpca dužine 5 m i širine 1,9 mm. Brzina okretanja bila je 76 cm/sekundi. Kapacitet spremanja podataka iznosio je 85 kB, formatirano na ZX Spectrumu, a 100 kB formatirano na QL-u, dok je brzina prijenosa podataka bila 15 kB/s. 